# Ryan Paevey
Ryan Jacob Paevey-Vileger dit Ryan Paevey est un acteur et mannequin américain, né le 24 septembre 1984 à Torrance, en Californie (États-Unis). Il se fait connaître grâce au rôle de l'enquêteur Nathan West dans le feuilleton Hôpital central (2013-2018).

## Biographie

### Jeunesse
Ryan Paevey naît le 24 septembre 1984 à Torrance, en Californie. Il grandit à Los Angeles, avec son père, Les Vlieger, et sa mère, Linda Paevey,,,. Il est d'origine néerlandaise et indonésienne par son père.

### Carrière
Au début des années 2000, Ryan Paevey commence sa carrière de mannequin, aux côtés de Katy Perry et Cher. Il apparaît dans les clips musicaux Sex Therapy de Robin Thicke, en 2009, et
Hands Tied de Toni Braxton, en 2010, ainsi que Your Body de Christina Aguilera, en 2012.
Après ses débuts de mannequins, il est encouragé à s'essayer à la carrière d'acteur. En 2011, il apparaît dans le court métrage The Girl with the Gloves de Lindsay Seim.
En 2013, après une apparition dans un épisode de la série The Client List, il décroche le rôle de l'enquêteur Nathan West dans le feuilleton Hôpital central (General Hospital), diffusé sur la chaîne ABC, jusqu'à sa décision du départ en 2018.
En 2015, il est engagé pour interpréter un rôle principal dans le téléfilm Amour, orgueil et préjugés (Unleashing Mr. Darcy) de David Winning, qui diffusera sur Hallmark Channel en 2016 et qui aura pour suite Mariage, orgueil et préjugés   (Marrying Mr.Darcy ) de Steven R. Monroe, en 2018.

## Filmographie

### Cinéma

#### Long métrage
- 2012 : The Rental de Mike Campbell et Todd Johnson : Jonathan

#### Court métrage
- 2011 : The Girl with the Gloves de Lindsay Seim : Tom

### Télévision

#### Téléfilms
- 2016 : Amour, orgueil et préjugés (Unleashing Mr. Darcy) de David Winning : Donovan Darcy
- 2017 : Locked In de Damián Romay : Draven
- 2017 : L'Amour dans le pré (Harvest Love) de Christie Will Wolf : Will
- 2018 : Mariage, orgueil et préjugés (Marrying Mr.Darcy ) de Steven R. Monroe : Donovan Darcy
- 2018 : Un nouveau chapitre pour Noël (Hope At Christmas) d'Alex Wright : Mac
- 2019 : Mon mariage avec mon meilleur ami (From Friend to Fiancé) d'Andrew Cymek : Ted Cooper
- 2019 : Coup de foudre à Big Mountain (A Summer Romance) de David Winning : Richard Belmont
- 2019 : Noël au palace (Christmas at the Plaza) de Ron Oliver : Nick Perrelli
- 2020 : Coup de foudre à la Saint-Valentin (Matching Hearts) de Siobhan Devine : Daniel O'Connor
- 2020 : Noël au manoir enchanté (A Timeless Christmas) de Ron Oliver : Charles Whitley
- 2021 : Le Camp des cœurs brisés (Don't Go Breaking My Heart) de Terry Ingram : Ben Meyers
- 2021 : Amour, star et beauté (A Little Daytime Drama) de Heather Hawthorn Doyle : Darin Mitchell
- 2021 : L'invité surprise de Noël (Coyote Creek Christmas) de David I. Strasser : Dylan Bailey
- 2022 : La fable magique de Noël (Sneak Peek - A Fabled Holiday) de Janet D. Munro : Anderson
- 2022 : Deux billets pour le paradis : Josh Wyatt
- 2023 : Coup de foudre pour le coach : Mike Hanson
- 2023 : Un Noël étoilé : David Robinson

#### Séries télévisées
- 2013 : The Client List : Simon (saison 2, épisode 10 : What Part of No?)
- 2013 : Hôpital central (General Hospital) : Nathan West (284 épisodes)
- 2018 : Brooklyn Nine-Nine : Victor Lake (saison 5, épisode 20 : Show Me Going)
- 2019 : Games People Play : Bryce (3 épisodes)

#### Clips musicaux
- 2009 : Sex Therapy, de Robin Thicke
- 2010 : Hands Tied, de Toni Braxton
- 2012 : Your Body, de Christina Aguilera